# IF Elfsborg
IF Elfsborg er en fodboldklub i Borås i Sverige. Klubben spiller i den svenske række, Allsvenskan.